# رين كانو
رين كانو (باليابانية: 加納錬) هو لاعب كرة قدم ياباني في مركز الدفاع، ولد في 31 أكتوبر 1994 في شيزوكا في اليابان. لعب مع SC Sagamihara ‏.

## وصلات خارجية
- رين كانو على موقع رابطة كرة القدم اليابانية للمحترفين (اليابانية)
- رين كانو على موقع Soccerway.com (الإنجليزية)